# Бугайчик китайський
Бугайчик китайський (Botaurus sinensis) — вид маленьких бугайних птахів родини чаплевих (Ardeidae). Походить зі Старого світу, гніздиться на півночі Індійського субконтиненту, на схід до російського Далекого Сходу, Японії та Індонезії. Переважно осілий вид, але деякі північні птахи мігрують на невеликі відстані. Зареєстрований як залітний вид на Алясці.
Botaurus sinensis охороняється Законом про охорону мігруючих птахів від 1918 року.

## Опис

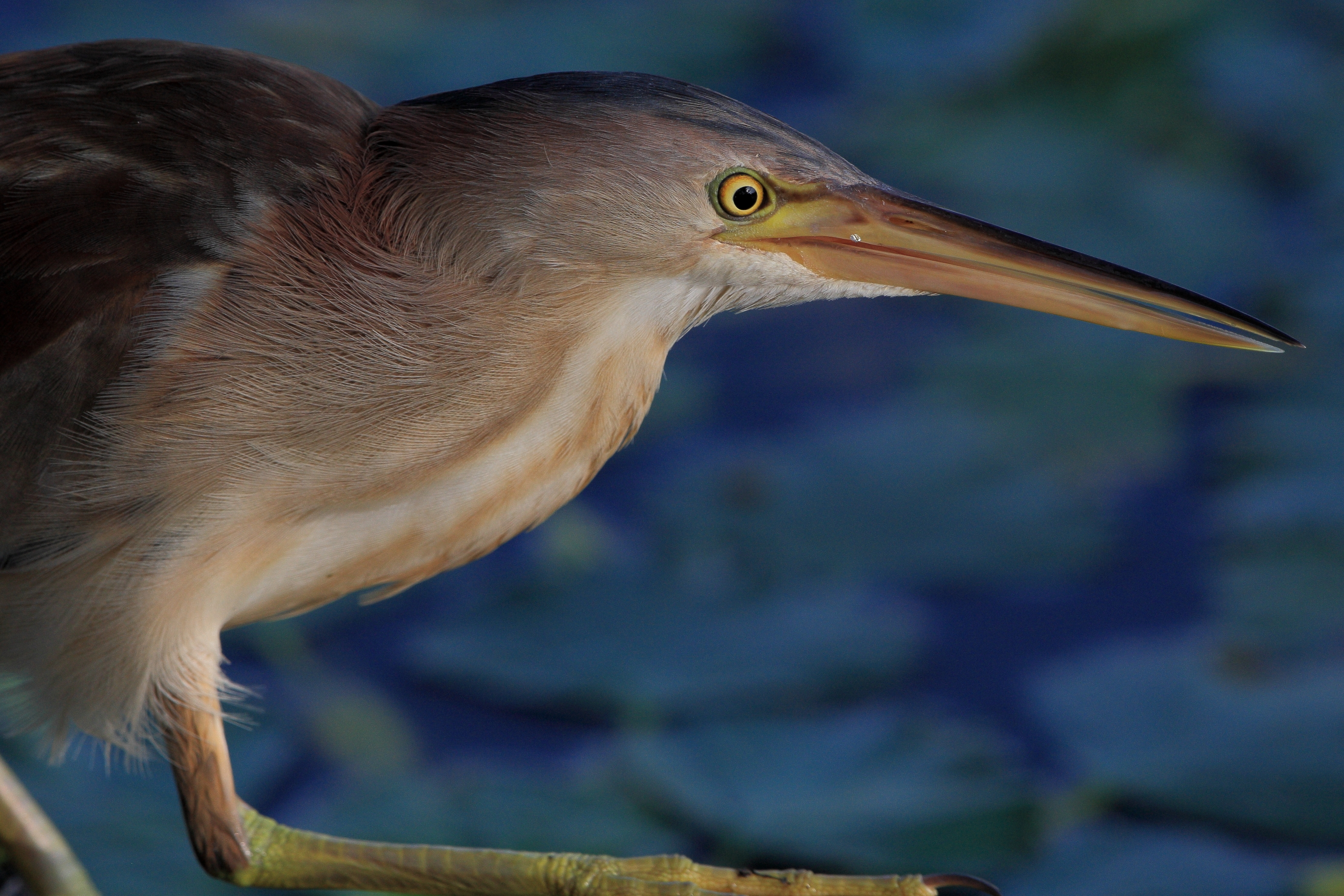
Голова зблизька

Бугайчик китайський — невеликий вид, довжиною від 36 до 38 см, з відносно короткою шиєю і довгим дзьобом. Має жовто-зеленуваті ноги, дзьоб кольору слонової кістки (зверху темніший), короткий чорний хвіст і жовті райдужки очей. У самиць голова, шия і груди смугасті, задня частина шиї й верхня частина спини рудуваті. Молодняк схожий на самок, але має більш яскраво виражену смугастість. Харчуються різноманітними комахами, рибою, амфібіями, ракоподібними та молюсками.

## Середовище проживання
Бугайчик китайський зустрічаються на прісноводних болотах і драговинах. Гніздиться на невеликих збудованих платформах з очерету або гілок або на деревах і чагарниках, прилеглих до води. Відкладають від чотирьох до шести яєць.

## Галерея

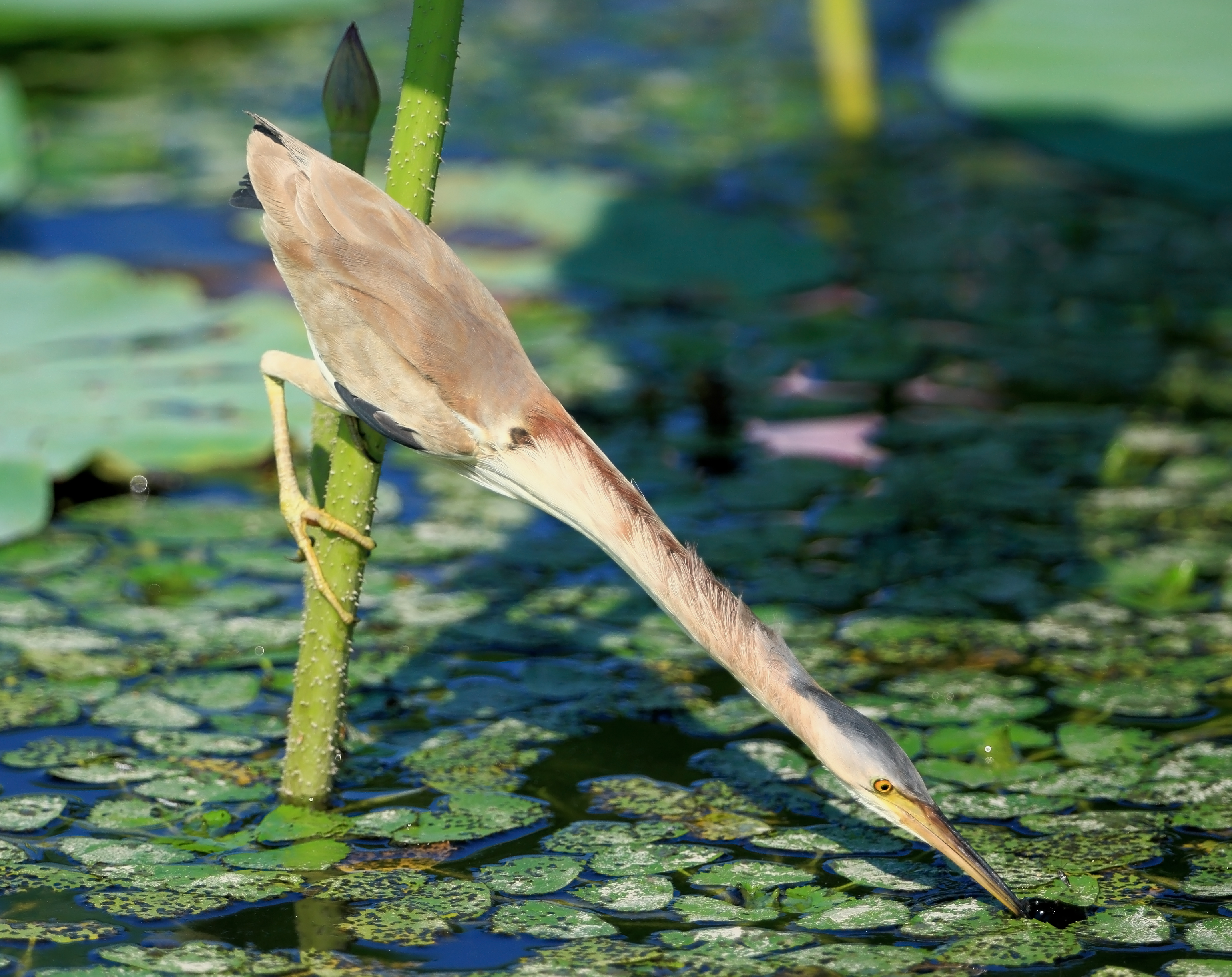
Полює, озеро Hyōko, Аґано, Ніїґата, Японія
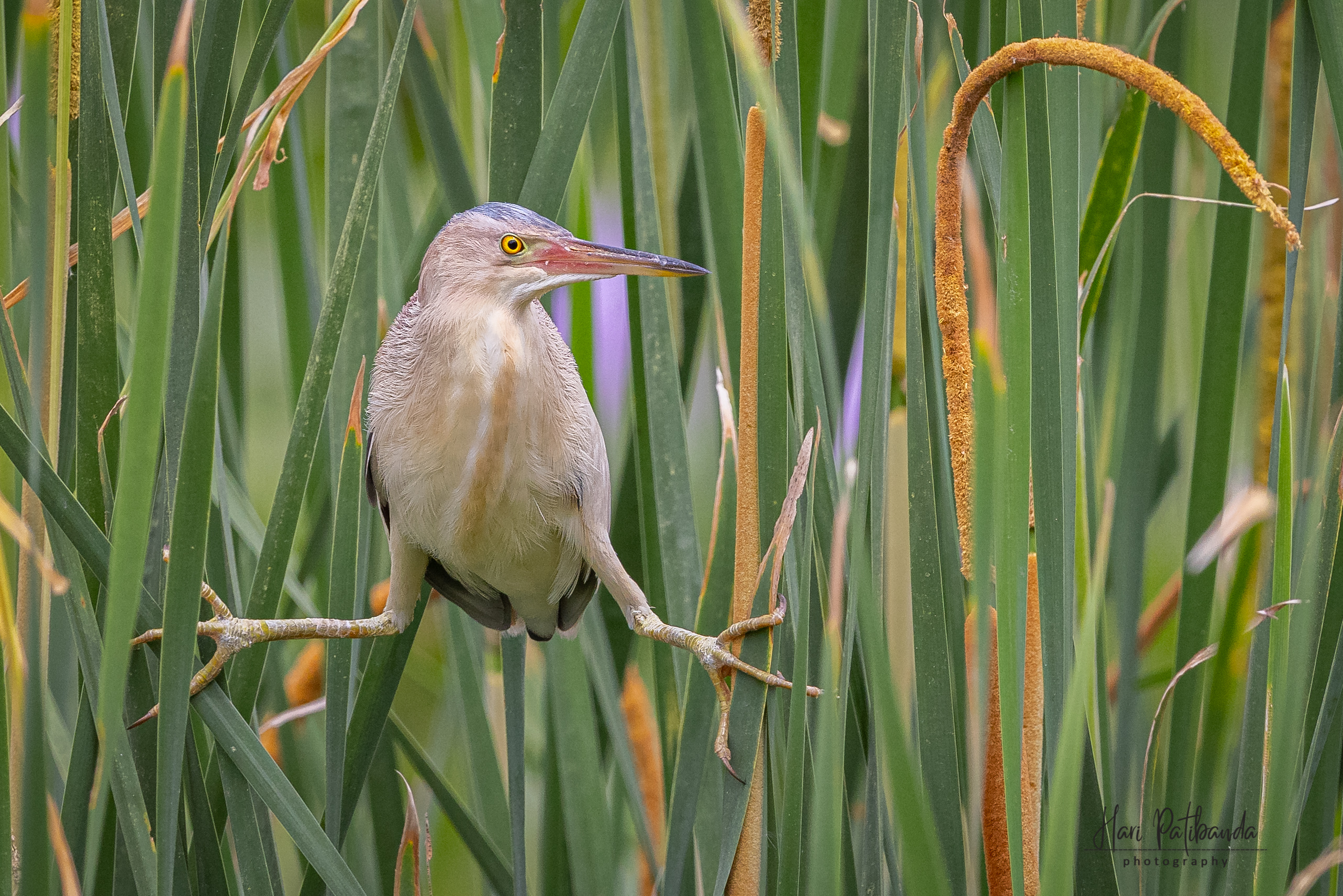
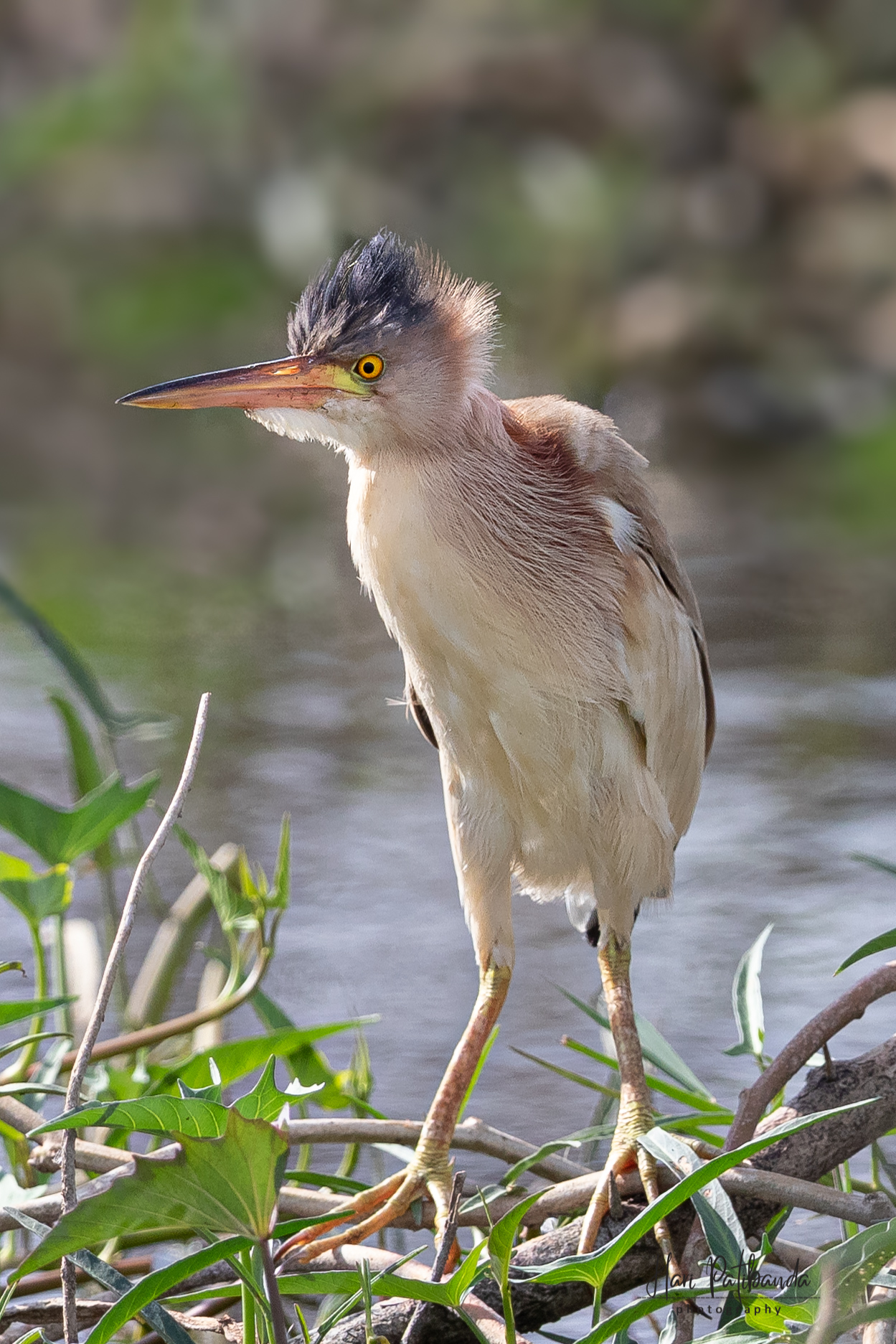
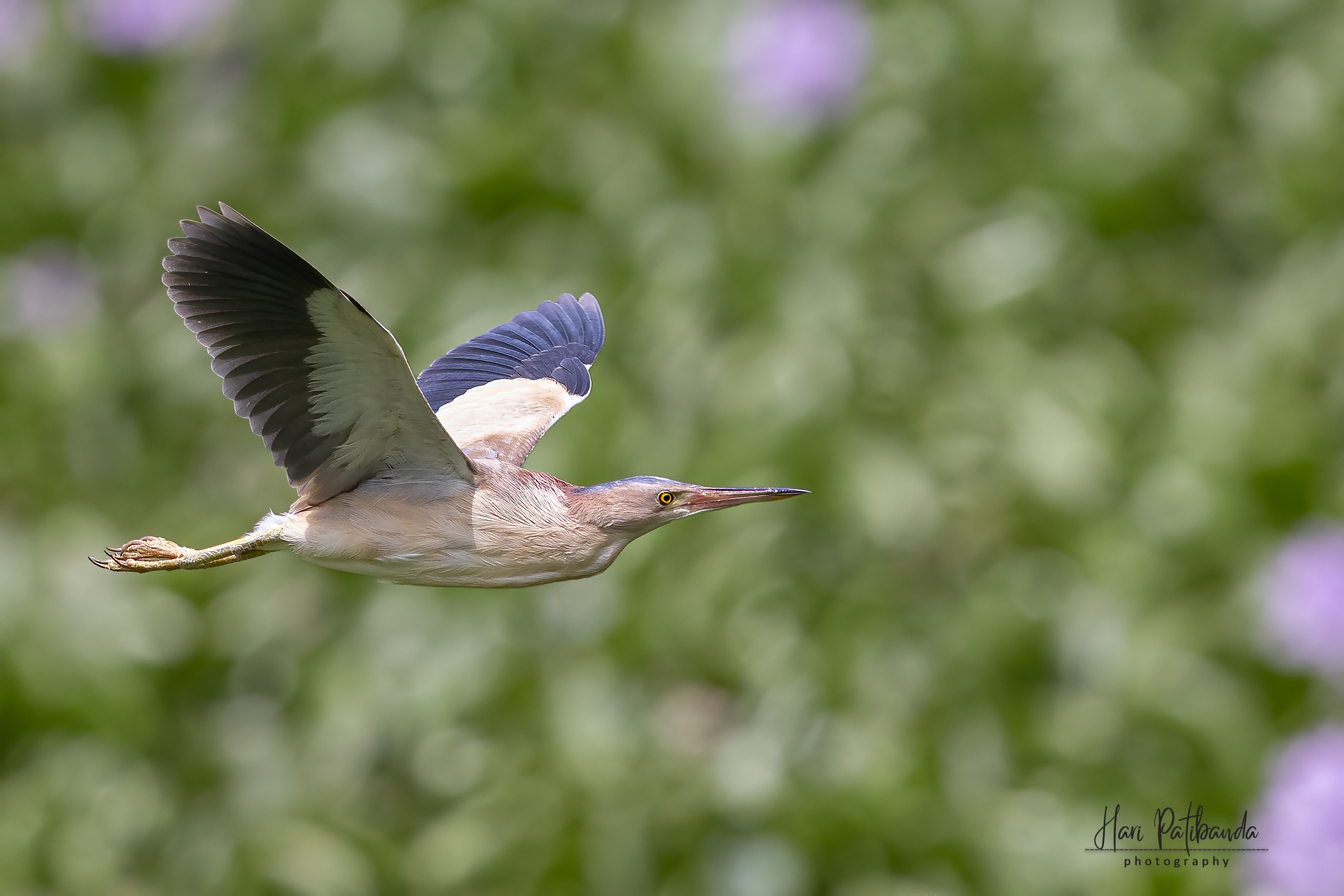
У польоті
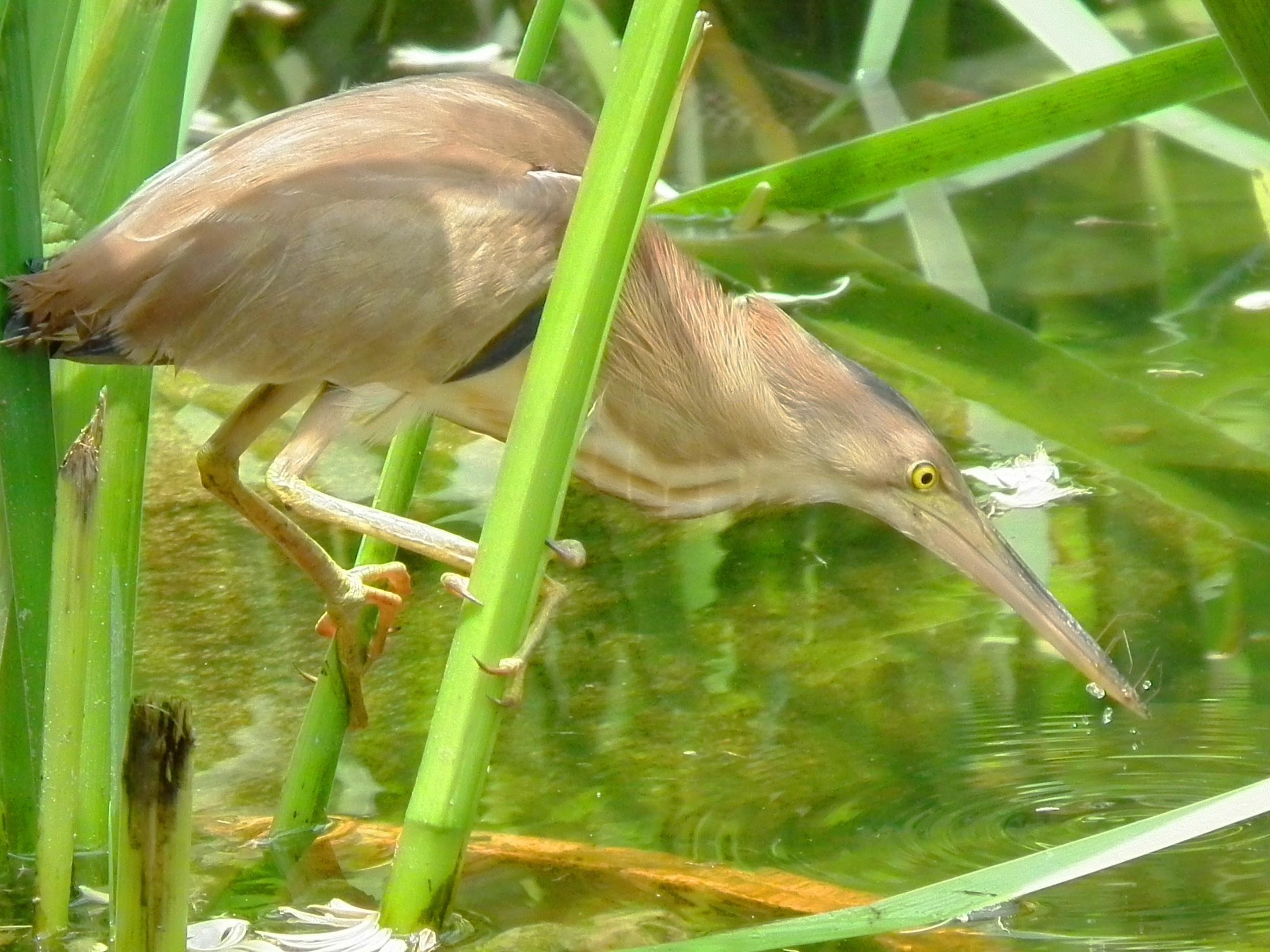
Полює, паркова зона Гонконгу
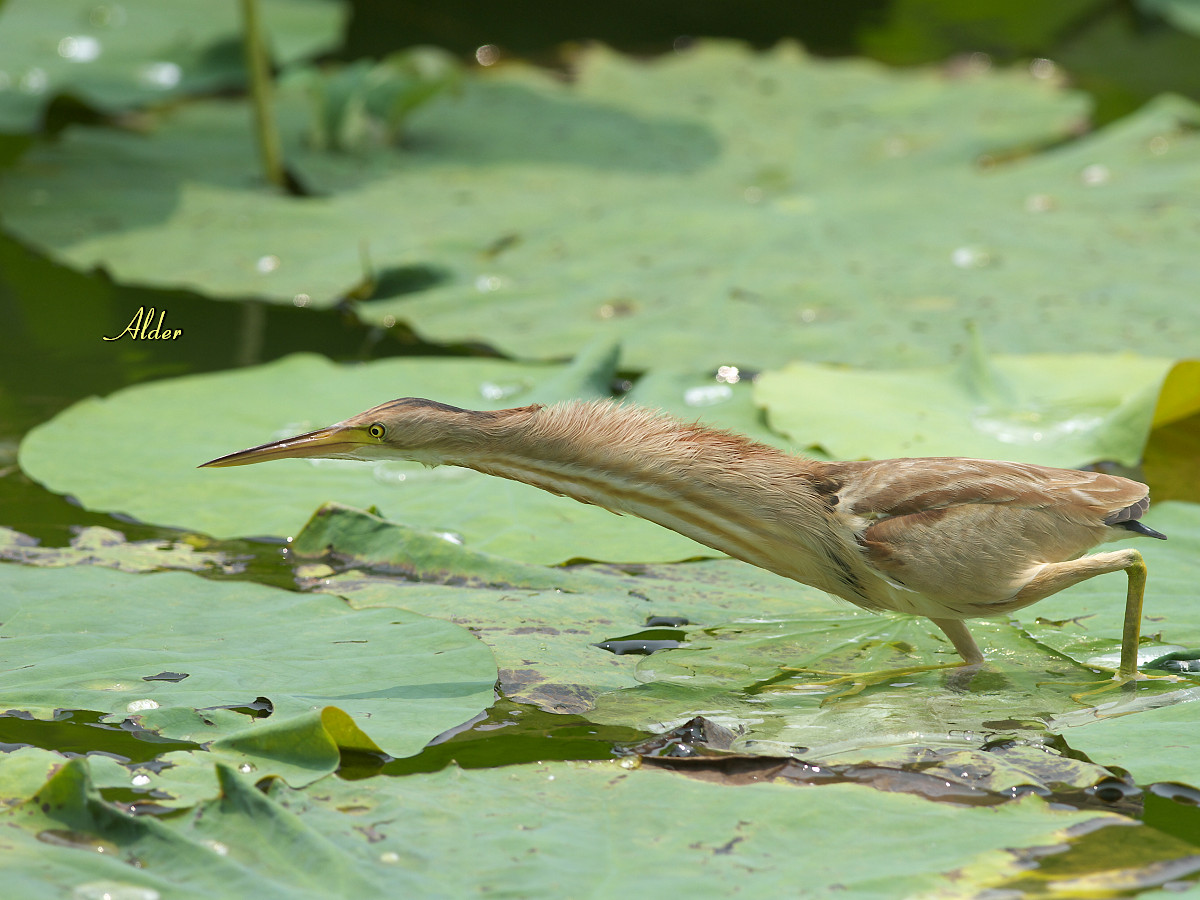
Полює, Тайбейський ботанічний сад
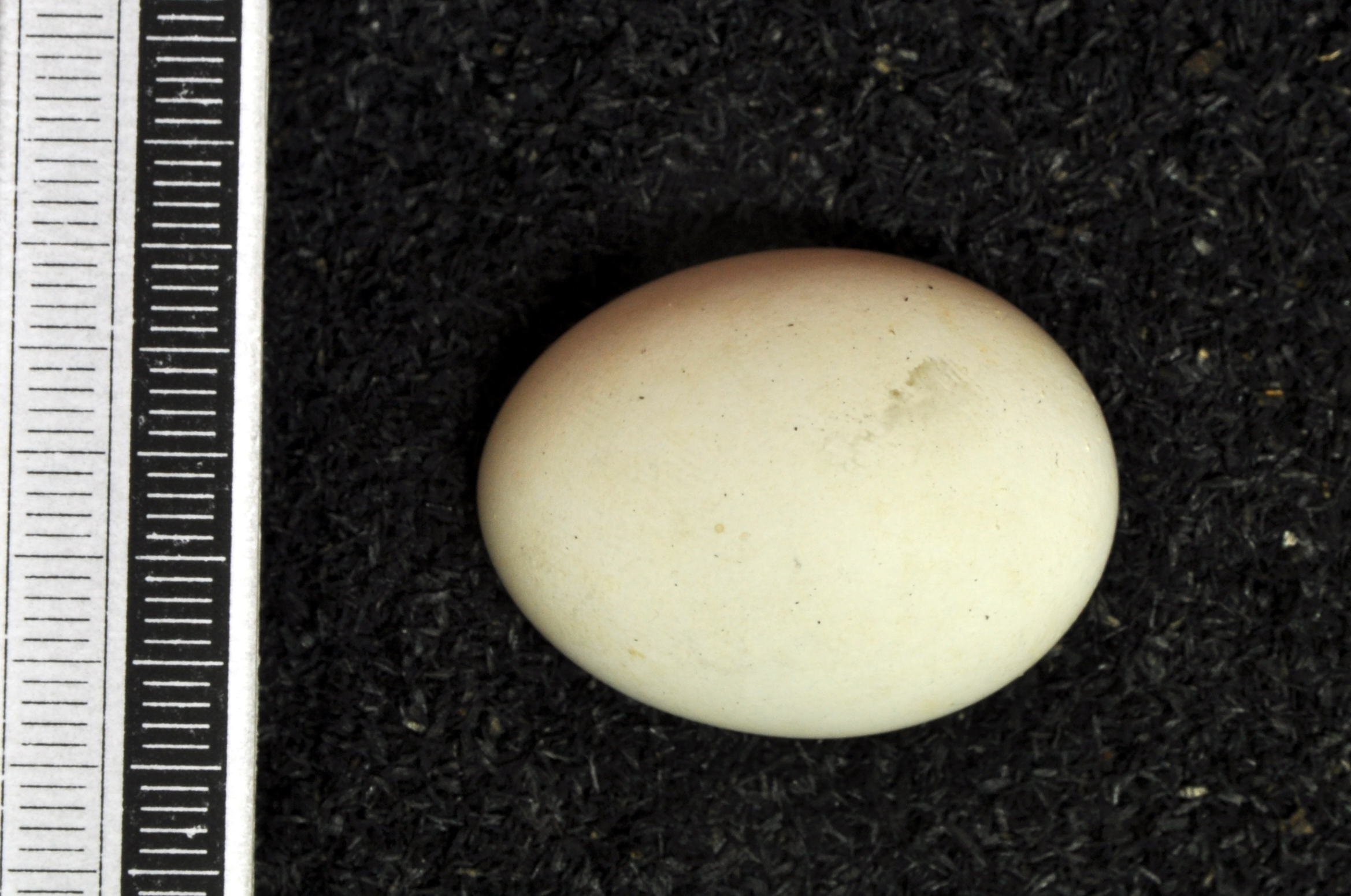
Яйце з колекції музею Вісбадена, Німеччина
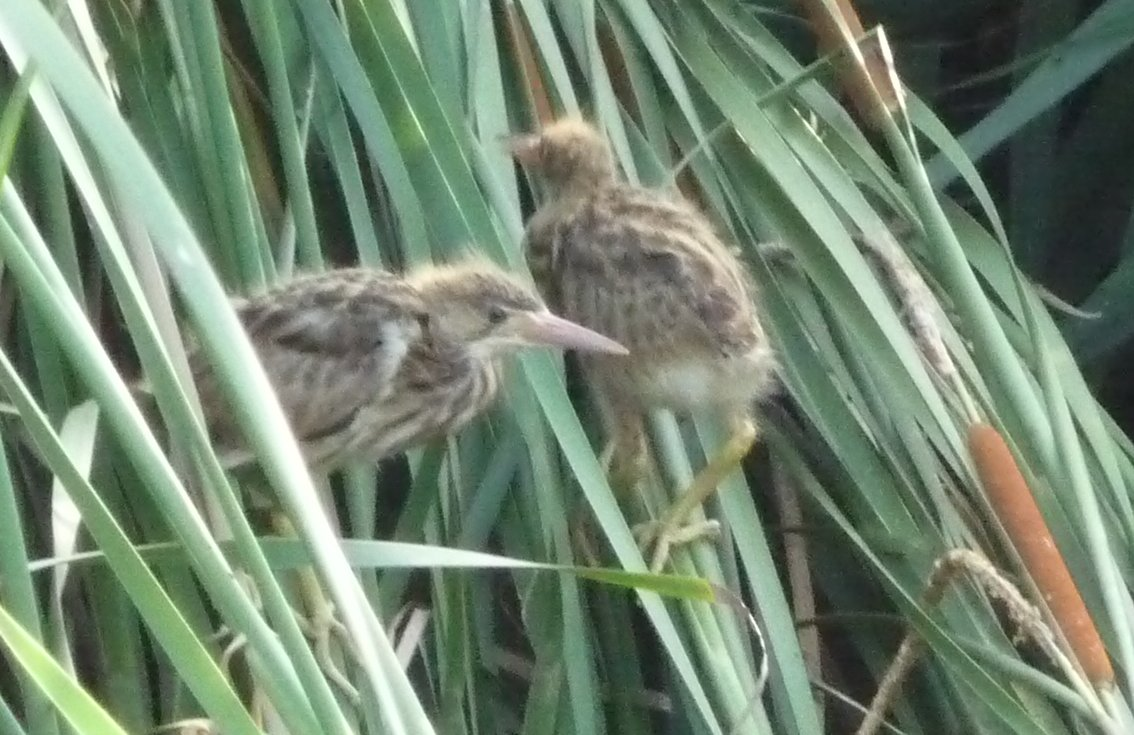
Пташенята